# مقاطعة سمرقند
مقاطعة سمرقند هي تقسيم إداري في ولاية سمرقند في أوزبكستان. مركزها مدينة غل آباد.